# El Espectador (radio)
El Espectador es una emisora de radio uruguaya que transmite desde la ciudad de Montevideo. Su programación es informativa y deportiva. Es considerada la primera emisora de radio en Uruguay.

## Orígenes
En abril de 1922 la filial uruguaya de General Electric decide  instalar un transmisor de 10 vatios de potencia sobre la azotea del desaparecido diario Del Plata, es así como inician las primeras emisiones regulares de Radio General Electric.
Ese mismo año, y a mediados de octubre la emisora realiza la primera transmisión de un encuentro deportivo entre Uruguay y Brasil, el cual se disputaba en Río de Janeiro por el V Campeonato Sudamericano. Ese día, Claudio Sapelli entonces empleados de General Eléctrica, se instaló en la azotea  de diario Del Plata y  en base a los reportes cablegráficos que recibía, relato el encuentro deportivo. 
Cómo General Electric no pretendía instalarse como operador de radiodifusión, sino como un simple impulsor del mercado, es por eso que  una vez que finalizan las emisiones de prueba y al comenzar las transmisiones regulares, en 1923, la emisora cambia de denominación, asumiendo la de Radio Sud América, su programación estaría enfocada en la información deportiva y musical.
Cabe destacar que inicialmente su característica era CWOS, recién en 1929 con la primera Ley de Radiodifusión es adoptada la característica CX. Para 1923 la emisora inncrementa su potencia a 1000 vatios y su planta emisora, así como sus  estudios se trasladan hacia el entonces  Colegio Americano de Señoritas en la intersección de la Avenida 8 de Octubre y la Avenida General Garibaldi. 

### El Espectador
El 15 de mayo de 1931 nuevamente cambia su denominación de forma definitiva, pasando a llamarse Radio Espectador, nombre de uno de los programas principales de la Radio Sud América, el programa: "Radio Diario Espectador". Para ese año, la recién denominada Radio El Espectador decide consolidarse como una emisora periodística y asocia a sus servicios informativos con una agencia internacional de noticias. 
Con el estallido de la Segunda Guerra Mundial, comienza a emitir el servicio informativo el Reporter Esso, presentado por Héctor Amenagual, quien mediante los aportes informativos de la United Press International se informó a los uruguayos sobre los acontecimientos más relevantes de dicho conflicto bélico, como por ejemplo del ataque a Pearl Harbor y la rendición de Japón, de la cual la emisora conserva archivos. El paso del conflicto bélico, y el inminente apoyo de Uruguay al bando aliado, hizo que en la emisora surgieran fuertes campañas antinazis, espacios editoriales o programas: tales como Opina El Espectador y América Frente a la Guerra. Además del perfil periodístico, la radio tenía sus espacios de entretenimiento, así como sus elencos de radioteatro y fonoplatea, por donde supieron pasar artistas destacados de la época de oro de los radioteatros, emitidos hasta los años setenta por El Espectador y las emisoras privadas y hasta los años 1990 por la radiodifusión pública.
El 7 de noviembre de 1995 se convierte en pionera, al ser la primera radio en transmitir mediante internet a través de su sitio web.

## Difusoras del Uruguay
Fue el nombre de la empresa que consolidó el Espectador, y la cual fue la encargada de operar dicha emisora, como también Radio Libertad Sport, encargada de las transmisiones deportivas y de la vuelta ciclista. Dicha empresa, fue una de las primeras en adquirir un móvil para las transmisiones de exteriores. Además de estas dos emisoras, también existían CXA9 y CXA19, las ondas cortas de la emisora, las cuales tenían una gran recepción en el exterior.

## Actualidad
En 2019, la emisora es adquirida por el Magnolio Media Group y traslada sus estudios de la calle Río Branco 1483 a los estudios de dicha empresa en el Parque Rodó de Montevideo. Además relanza su grilla con nuevas propuestas de información, actualidad, deporte y entretenimiento, sumando también nuevos comunicadores, entre ellos Raúl Ponce de León, Blanca Rodríguez, con su Más temprano que tarde y Alberto Sonsol  presentador hasta 2021 de los programas deportivos Tuya y Mía, Basket de Primera y los  relatos deportivos.
En diciembre de 2024, El Espectador se convirtió en una radio deportiva, al incorporar a Federico Buysán, Sebastián Giovanelli, Diego Muñoz, Julio Ríos y Rodrigo Romano entre otros, además de mantener a los hermanos Sonsol y agregar el programa Locos por el fútbol proveniente de otra emisora de Magnolio.